# Obidowa (Pojezierze Drawskie)
Obidowa – wzniesienie o wysokości 119,6 m n.p.m.. na Pojezierzu Drawskim, położone w woj. zachodniopomorskim, w powiecie białogardzkim, w gminie Tychowo.
Ok. 2,3 km na północny zachód od Obidowej leży miasto Tychowo.
Nazwę Obidowa wprowadzono urzędowo w 1950 roku, zastępując poprzednią niemiecką nazwę Hoher Berg.